# موریس مینور

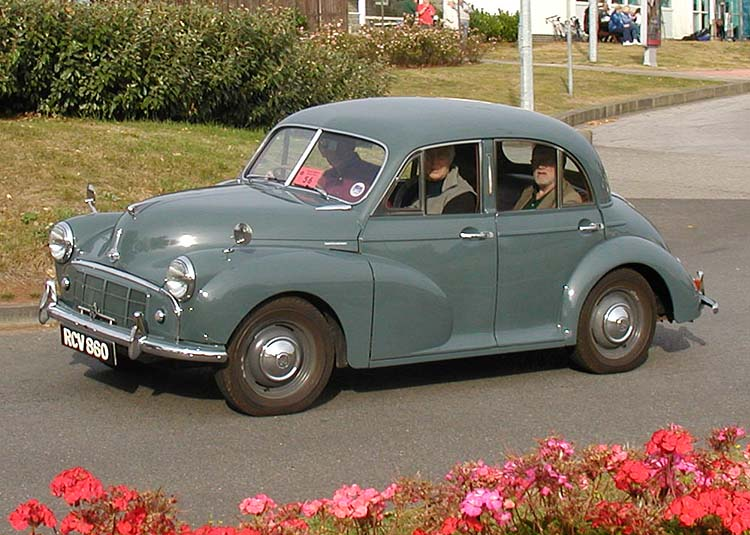

موریس مینور (Morris Minor) خودرویی است که در سال‌های ۱۹۴۸ تا ۱۹۷۱; ۱،۳۶۸،۲۹۱ در ایران تولید شده‌است. طراحی آن خودروهای موتور جلو-محور عقب بوده وزن آن در حالت طبیعی ۱٬۷۰۸ پوند (۷۷۵ کیلوگرم) است.

## نگارخانه

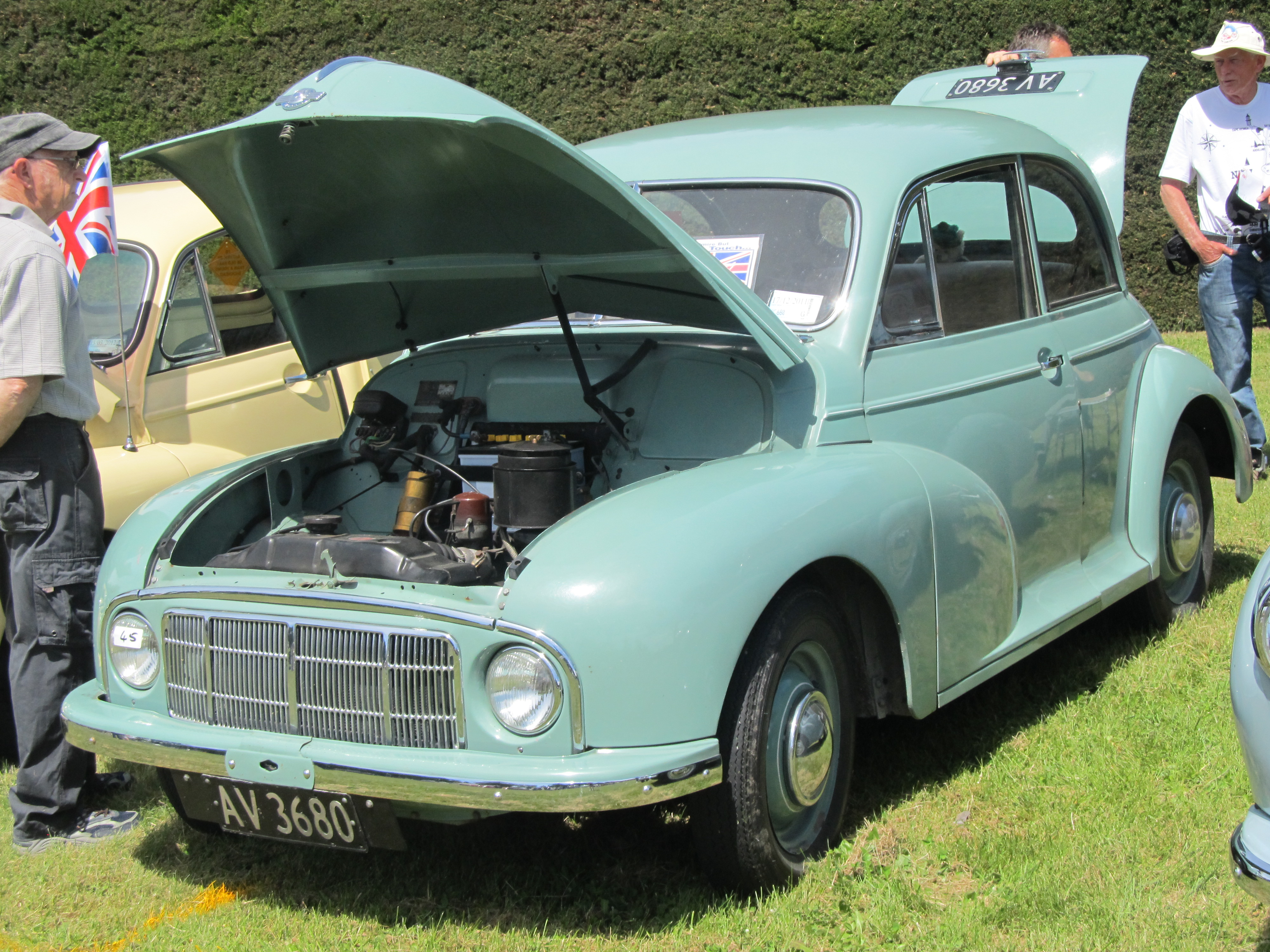